# Basile Leroux
Pour les articles homonymes, voir Leroux.
Christian Leroux, dit Basile Leroux (surnommé ainsi pour la première fois sur la pochette d'Alertez les bébés de Jacques Higelin), est un guitariste français de scène et de studio, né à Dijon en Bourgogne, âge 73 ans 
Il a  accompagné des artistes de renom  tels que Jacques Higelin, Joan Pau Verdier, Eddy Mitchell, Yves Simon, Patrick Juvet, Marc Lavoine, Jean-Jacques Goldman, Julien Clerc, Alain Souchon, Pascal Obispo, Céline Dion, Maxime Le Forestier, Salvatore Adamo, Michel Jonasz, Véronique Sanson, Jane Birkin ou encore Patrick Bruel, Renaud et Axelle Red et Thomas Fersen.
En outre, il fut l'un des membres fondateurs du groupe prog rock français Transit Express  avec David Rose, Dominique Bouvier, Jean-Claude Guselli, Serge Perathoner.